# Oxalis cathara
Oxalis cathara är en harsyreväxtart som beskrevs av Salter. Oxalis cathara ingår i släktet oxalisar, och familjen harsyreväxter. Inga underarter finns listade i Catalogue of Life.